# UFC on ESPN: Sandhagen vs. Font
UFC on ESPN: Sandhagen vs. Font (también conocido como UFC on ESPN 50) fue un evento de artes marciales mixtas producido por Ultimate Fighting Championship que tuvo lugar el 5 de agosto de 2023 en el Bridgestone Arena en Nashville, Tennessee, Estados Unidos.

## Antecedentes
El evento marcó la sexta visita de la promoción a Nashville y la primera desde UFC Fight Night: Thompson vs. Pettis en marzo de 2019.
Se esperaba un combate de peso gallo entre Cory Sandhagen y Umar Nurmagomedov para este evento. Sin embargo, Nurmagomedov se retiró del evento a mediados de julio debido a una lesión en el hombro. Fue sustituido por Rob Font en un combate de peso acordado de 140 libras.
Se esperaba un combate de peso paja femenino entre Tatiana Suarez y Virna Jandiroba para este evento. Sin embargo, el 20 de junio se anunció que Jandiroba se retiraba debido a una lesión de rodilla y fue sustituida por Jéssica Andrade.
Se esperaba un combate de peso mosca entre Tagir Ulanbekov y Jake Hadley para este evento. Sin embargo, Ulanbekov se retiró por motivos no revelados y fue sustituido por Cody Durden.
Se esperaba un combate de peso gallo entre Said Nurmagomedov y Kyler Phillips para este evento. Sin embargo, Nurmagomedov se retiró por razones desconocidas y fue sustituido por Raoni Barcelos.
Se esperaba un combate de peso pesado entre Ovince Saint Preux y Ion Cuțelaba para este evento. Sin embargo, el combate se canceló el 20 de julio por razones desconocidas.
Se esperaba un combate de peso pluma entre Sean Woodson y Steve Garcia para este evento. Sin embargo, el combate se canceló cuando Garcia se lesionó y Woodson se enfrentó a Jesse Butler. A su vez, Butler fue retirado por la Comisión Atlética de Nevada durante la semana del combate debido a una reciente derrota por nocaut dos meses antes. Fue sustituido por Mairon Santos. Sin embargo, debido a problemas de visa, Santos fue retirado del combate y sustituido por Dennis Buzukja. En el pesaje, Buzukja pesó 146.5 libras, media libra por encima del límite de peso pluma. El combate se celebró en un peso acordado y se le impuso una multa del 20% de su bolsa, que fue a parar a Woodson.

## Bonificaciones
Los siguientes peleadores recibieron bonos de $50.000.
- Pelea de la Noche: No se otorgó bonificación.
- Actuación de la Noche: Tatiana Suarez, Dustin Jacoby, Diego Lopes, Carlston Harris y Assu Almabayev